# Le Serviteur de Kali
Pour plus de détails, voir Fiche technique et Distribution.
Le Serviteur de Kali (നിഴൽക്കുത്ത്, Nizhalkkuthu) est un film indien réalisé par Adoor Gopalakrishnan, sorti en 2002.

## Synopsis
L'histoire de Kaliyappan, dernier bourreau de la principauté de Travancore.

## Fiche technique
- Titre : Le Serviteur de Kali
- Titre original : നിഴൽക്കുത്ത് (Nizhalkkuthu)
- Réalisation : Adoor Gopalakrishnan
- Scénario : Adoor Gopalakrishnan
- Musique : Ilayaraja
- Photographie : Sunny Joseph et Ravi Varman
- Montage : Ajithkumar
- Production : Adoor Gopalakrishnan et Elise Jalladeau
- Société de production : Adoor Gopalakrishnan Productions, Artcam International et Darsanam
- Pays :  Inde,  France,  Pays-Bas et  Suisse
- Genre : drame
- Durée : 90 minutes
- Dates de sortie : 
  -  Italie : 7 septembre 2002 (Mostra de Venise)
  -  France : 5 novembre 2003

## Distribution
- Oduvil Unnikrishnan : Kaliyappan, le bourreau
- Sukumari : Marakatam, sa femme
- Mallika : Mallika, sa fille cadette
- Thara Kalyan : Madhavy, sa fille aînée
- Murali : Vasu, le mari de Madhavy
- Sivakumar : l'amoureux de Mallika
- Narain : Muthu, le fils de Kaliyappan

## Distinctions
Le film a remporté le National Film Award du meilleur film en malayalam.